# Daniel Bourquin
Pour les articles homonymes, voir Bourquin.
 (février 2025).
Si vous disposez d'ouvrages ou d'articles de référence ou si vous connaissez des sites web de qualité traitant du thème abordé ici, merci de compléter l'article en donnant les références utiles à sa vérifiabilité et en les liant à la section « Notes et références ».
Daniel Bourquin, dit Nunusse né le 13 août 1945 à Neuchâtel et mort le 21 février 2023 à Lausanne, est un saxophoniste suisse.

## Biographie
Il a étudié le saxophone au Conservatoire de Lausanne, ville où il demeure. Il commence à se produire en 1970 avec un quartette formé de Ariel Cuche trompettiste, Olivier Magnenat bassiste et Pierre Gauthier batteur. Par la suite, il collabore avec de nombreux musiciens suisses et rencontre et tourne également avec des musiciens étrangers. Il fonde en 1977 un trio avec B. Guérin et Marc Hellman. Il fait partie du quintette puis de la grande formation d'O. Thilo.
En 1981, il crée avec Jean-François Bovard, Léon Francioli et Olivier Clerc le quartette BBFC qui tournera pendant 10 ans en Europe, en Amérique et en Afrique, et participera aux grands Festivals européens. Outre ses propres créations musicales, il collabore à de multiples créations théâtrales et chorégraphiques dont les plus célèbres sont Fiche Signalétique et Souvenir de Léningrad de Maurice Béjart.
Il constitue Les Nouveaux Monstres, son groupe actuel, avec Léon Francioli.